# 嫉妬
嫉妬（しっと）とは、自分よりも優れていると感じる人に対して妬みや嫉みといった感情を抱く悪徳である。

## 概説
例えば恋愛関係におくと、3人の人がいて、たとえば自分自身が「A」だとする場合、自分が愛する人（仮にCさん）が、別の人（仮にBさん）に心を寄せること（愛情が向かうこと）を怖れ、その人Bをねたみ憎む感情である。
嫉妬（jealousy）と羨望（envy）という2つの言葉は、一般的には同じような意味を持つ言葉のように扱われているが、その元来の意味は異なっている。嫉妬は、自分以外の誰かが望ましいよいものをわがものとしていて、それを楽しんでいることに対する怒りの感情であり、二者関係に基づいている。
とは言え、嫉妬は、信頼を失うことを予期することからくる懸念、怖れ、不安というネガティブな思考、怒り、恨み、自分とは釣り合わないという感覚、どうにもできないという無力感、嫌悪感などといった感情を引き起こし、結果としてしばしば、さまざまな感情が絡み合った複雑で複合的な感情となる。
現在では嫉妬という言葉は、従来において羨望という言葉にのみ用いられていた意味をも帯びるようになっている。嫉妬は、典型的には人間関係における経験である。嫉妬は生後5か月の乳児にも観察されている。嫉妬はあらゆる文化にみられると主張するものがいる一方で、嫉妬は文化依存的な現象だと主張するものもいる。

## 羨望との比較
嫉妬（jealousy）と羨望（envy）は一般的には同じような意味を持つ言葉として用いられているが、心理学的には異なる2つの感情である。
羨望は主として現実、想像上にかかわらず、自分以外の誰かとの情欲関係においてみられる。嫉妬は最も原始的で悪性の攻撃欲動であり、善い対象を破壊してしまうが、羨望は愛する対象への愛情は存在していて、嫉妬の様に善い対象が破壊されてしまうことはない。羨望を乗り越えたところに発達する、相対する情緒として慈悲が挙げられる。

## 嫉妬に対する考察
- 嫉妬が強い人物は、下に見える人を見て悦に入る、上に見える人を見て反感を抱く傾向がある。

- 人間以外の動物にも「嫉妬」の感情は存在する。複数のペットを飼っていて、特定の個体だけを可愛がったりするとその個体へ嫌がらせをしたり、部屋をわざと散らかしたりすることもある。

- 嫉妬の「嫉」も「妬」もともに「ねたみ」を表している（『新大辞典』講談社）。また『広辞苑』(岩波書店)の「嫉妬」の項には、(1)「自分より優れた者をねたみそねむこと」、および(2)「自分の愛する者の愛情が他にむくのをうらみ憎むこと」とある。つまり嫉妬と「ねたみ」とはあまり区別されずに使われてきた。両者を区別したとしても、現象によっては、どちらとも言えない場合もあり、また両者が混在している場合もしばしばある。ときには、その違いをあまり強調しないほうが良い場合もあろう。

- たとえば、「嫉妬とは日常的な意味では、他人が自分より物心両面にわたってすぐれていることに対する『ねたみ』であり、また自分が愛している者が、他人に愛情を向けるのを『うらみ憎む』といった、激しい感情である」[12]という研究者もいる。
- その一方で多くの研究者たちは各々の言い回しで、両者の違いを明確にしようとしてきた。彼らは、日本語の嫉妬とねたみを区別するように、ドイツ語、フランス語、英語でもEifersucht, jalousie, jealousyとNeid, envie, envyを区別してきたのである。

- 「嫉妬」という用語にも混乱がみられる。羨望の意味に使われる時もあり、ほんとうの嫉妬を指すこともある、患者が＜自分は誰それの地位等々をたいへん嫉妬していると千万言を費やしてしゃべりまくることがあれば、当人は実は羨望しているのに、気づいていないだけのことだ[13]。

- 「人は自分の所有しているものに嫉妬し、他人の所有しているものを羨望する」〈ダランベール〉[14]。羨望とは「他人の勢力下にあるものを所有したいという欲望」であり、嫉妬 jalousie とは「自分自身の所有物をもち続けようとするときの邪推深い気づかい」である[15]。

- テレンバッハ・Hは嫉妬が働いている場合は「私が私のものであると思っている何かの喪失の恐れがある」のに対して、ねたみは「常に一次的に他人のものである何かに向いている」[16]のである。

- フリートマン・M も、ねたみNeidは「我々自身が得たいと強く願っているある価値を、ある他人がもっているか獲得したことについての怒りの混じった悔しがり」[17]である、としている。フリートマン・M [17]は愛情嫉妬（性愛嫉妬）の他に、志向性嫉妬にも言及している。地位・名誉・財産などの価値あるものを巡っての嫉妬である。たとえば、名誉ある地位についていた師匠に評価されて、その後継者であると自他ともに認めていたところに、ある分野では自分より優れた面をもっているライバルが現れたとする。そのライバルが総合的にも目覚ましい成長を遂げ、遂には師匠の評価を得て、自分から後継者の地位を奪ってしまうのではないかと恐れる場合などに生じる感情である。

- 文学者ラ・ロシュフコーは、他人の美点を誉めそやすことの裏にも、嫉妬があると見る。その人の偉さに対する敬意よりも、自分自身の見識に対する得意があり、実は自分が賛美を浴びたいと思う心があるという[18]。これは、嫉妬が常に怒りや非難という形で表現されるとは限らないということを示唆している。
- 心理学専攻の西村博之によれば、豊かな嫉妬心でお金持ちを攻撃するよりも、相手をおだてて調子に乗らせる方が良いのだそうである[19]。

## 嫉妬に対する発言
- 精神科医土居健郎と英語学者渡部昇一の共著書「いじめと妬み」の中で、2人は共にキリスト教に言及し、土居は「キリスト教的に言えば、妬みは生まれながらにあるもので、誰にでも、どこでも起こりうる心の状態なのです。」[20]と述べ、渡部は「私は、キリスト教で、"愛"の反対は"妬み"だと習いました。」[21]と述べている。土居は「心を打ち明けられる人を持つことがとても大切だと思います。」と述べている[22]。

- 劇作家山崎正和は筑紫哲也との対談集『若者たちの大神』のなかで「大衆社会で一番怖いのは、平等化からくるねたみだと思う。ねたみというのはね、上下の差が小さくなったときに起きるものです。それに、ねたみはいわゆる公の憤りと非常にくっきりとした違いをもっていますね。これは、たとえ自分のほうに落ち度があると知っていても起こる感情なんです。しかも、これは、ほうっておくと無限に自己増殖するんですね。大衆社会が退廃していく最初のきっかけはねたみなんです。この感情だけは、どうしたらいいのか私には分かりません」と残している。
- パリス・ヒルトンは「嫉妬するということは、相手より自分が下であると認めてしまうこと」[23]「嫉妬というのは最高の感情。悪魔は優しい心の人にカルマを与えるの。私は一度も嫉妬したことがないわ」と発言している[24]。